# Costa d'Or Brandenburguesa
La Costa d'Or Brandenburguesa va ser un domini colonial existent entre 1683 i 1717, establert pel marcgraviat electoral de Brandenburg a l'Àfrica Occidental. Consistia en diverses factories, protegides per fortificacions en un tram de la costa de més o menys 30 quilòmetres a la zona del Cap de Tres Punts (i no Cap de Tres Puntes, Cape Three Points) en el que avui és Ghana, a l'oest de Sekondi-Takoradi.

## Situació geoestratègica a l'Àfrica occidental
Ja a finals del segle xv forces portugueses a l'Àfrica Occidental van començar a establir bases. El 1680 existien a l'Àfrica Occidental, a més dels forts portuguesos i holandesos, altres de britànics, suecs i danesos. Aquestes posicions van canviar sovint de mans en els conflictes militars.
Els objectius reals dels europeus a l'Àfrica occidental van ser l'adquisició d'or, ivori, pebre i esclaus. A través d'aquests productes, algunes de les zones costaneres d'Àfrica occidental van aconseguir els seus noms com l'estat de Costa d'Ivori.

## Situació inicial Marítima de Brandenburg-Prússia
No obstant això, en 1675 en esclatar la Guerra Sueco-Brandenburguesa, Brandenburg no posseïa pràcticament cap possessió oceànica. Només quan l'holandès Benjamin Raule es va posar al servei dels brandenburguesos el 1675, la situació va canviar. Els brandenburguesos li van entregar diverses fragates amb les quals va aconseguir capturar 21 vaixells de Suècia. Aquests apressaments van contribuir a la victòria de Brandenburg-Prússia sobre els suecs. No obstant això, el 1676 Raule va seguir en servei per tal de seguir construint la flota de Brandenburg. Aquesta nova marina va prendre una part reeixida contra Suècia al setge de Stettin (1677), en el de Stralsund (1678) i durant la conquesta de Rügen el 1678. A Pillau, la terminal mar endins de Königsberg, les fragates de Brandenburg es fabricaren a partir de 1680.
L'èxit sorprenent de la flota de Brandenburg, va animar els electors a les empreses més agosarades. L'elector, que havia vist durant els seus estudis a Leiden (Països Baixos), que el comerç exterior podia aportar a un país petit tots els recursos, va accelerar l'establiment d'un imperi colonial.
Al començament de les primeres empreses a l'estranger de Brandenburg-Prússia el 1680 es va decretar l'establiment d'una flota brandenburguesa de més de 28 vaixells. La flota holandesa, que tenia la major flota de l'època, tenia 16.000 vaixells. Així va presentar la flota brandenburguesa la seva competència a les nacions marítimes ja establertes. Malgrat aquestes diferències de classe les altres nacions marineres tenien preocupació sobre les ambicions de l'Elector de Brandenburg. En particular, Holanda sospitava del nou poder naval, igual que França, i desconfiaven de l'Elector i els seus èxits; l'emperador Leopold I del Sacre Imperi Romanogermànic, que va declarar que ell no volia que sorgís una nova potència marítima a la mar Bàltica.

## Primera expedició comercial a l'Àfrica Occidental, la signatura del tractat (1680-1681)
El 2 d'agost de 1679 Raule va presentar als electors un pla per posar punts de comerç en la costa occidental africana, com ho havien fet altres països europeus, com Holanda, França i Anglaterra. El 17 de setembre de 1680 per instigació de l'antic corsari i director General de Marina de Brandenburg, Benjamin Raule, una expedició comercial va portar el capità de la fragata "Morian", Philip Pietersen Blonck, a Guinea i a la costa d'Angola. Van començar des del port de Pillau i tenia ordres de portar fins i tot sis "moros". L'objectiu es va aconseguir el gener de 1681. Tot i les circumstàncies adverses, el segon vaixell de l'expedició es van enfonsar i es va confiscar l'"escut d'armes de Brandenburg" pels holandesos, va ser possible que els oficials de la nau "Morian", Jakob van der Bleke i Isaac van de Geer, el 16 de maig de 1681 just a l'oest del cap de Tres Punts, tanquessin a la Costa d'Or un acord d'amistat i comerç amb tres caps Ahanta (Pregate, Sophonie i Apany). Els caps van assegurar que no concertarien cap acord amb els holandesos.
El tractat donava permís als brandenburguesos per establir una factoria i un fort en el territori d'Ahanta per protegir també el seu comerç i de si mateixos en contra dels seus enemics. La condició era que els brandenburguesos començarien la construcció dels seus punts forts en un termini de 8 a 10 mesos. Tot i la ràbia pel comportament dels holandesos i la confiscació de la segona nau, es va donar la bona notícia a la cort de Potsdam quan va tornar l'expedició l'agost de 1681 a Glückstadt (riu Elba) i es va presentar el tractat.
Equipar una expedició adequada es va encarregar immediatament i va estimular al mateix temps la creació d'una empresa comercial Brandenburguesa-africana. La fundació de la Companyia de Brandenburg-Àfrica va tenir lloc en presència de l'Elector, de Raules i de comerciants d'Emden el 17 de març de 1682 a Berlín. L'empresa tenia la seva seu inicial a Königsberg, més tard a Pillau i des del 22 d'abril de 1683 a Emden. Per protegir les possessions, fins i tot la utilització de vaixells de guerra i soldats brandenburguesos estava regulat.

## Expedició i fundació de la fortalesa de Friedrichsburg (1682-1683)
El 12 de juliol de 1682 va sortir de Gluckstadt (llavors danesa) l'expedició sota direcció del comandant Otto Friedrich von der Groeben amb les fragates Morian (capità Philipp Blonck) i Príncep Hereu de Brandenburg (capità Mattheus de Voss) cap a l'anomenada Costa d'Or, amb l'objectiu de fundar colònies brandenburgueses.
Entre d'altres viatjaven els dos enginyers de la fortalesa Walter i Leugreben, la bandera de Selbig com escala militar al costat d'un sergent, dos caporals i 40 soldats, dos joglars, a més de nombrosos treballadors contractats. El 27 de desembre de 1682 Otto Friedrich von der Groeben va entrar al Cap de Tres Punts, prop del poble Accada primera terra africana vista (després que tres soldats i dos mariners havien mort durant la travessia causa de la dura ressaca). No obstant això, de sobte van aparèixer els holandesos i l'expedició va haver de desembarcar a unes poques milles al nord-oest, entre les localitats Taccarama i Axim, al llogaret de Poquesoe (ara Princes Town). Una situació gairebé ideal per al progrés futur en aquest espai es va produir l'1 de gener de 1683 en una cerimònia militar i l'hissat cerimonial de la bandera de Brandenburg. Otto von der Groeben va escriure sobre això en el seu llibre sobre les seves experiències a l'Àfrica: "L'endemà, primer de gener de 1683, el capità Voss va portar la gran bandera de Brandenburg des del vaixell, amb timbals i trompetes, i els soldats equipat amb les seves armes i va hissar ben alta la bandera saludant-la amb tirs amb munició real, 5 peces en l'Any Nou, que va respondre cada vaixell amb 5 canonades. La grandesa de la muntanya al fons fou comparada a la grandesa reial i es va batejar com Muntanya de Frederic el Gran".
D'aquesta designació del nom de l'elector va sorgir després el nom posterior del fort brandenburgues a la Costa d'Or i de tota la colònia. Immediatament després d'hissar la bandera al lloc de la fortalesa es va iniciar la construcció. El 5 de gener de 1683, el contracte va ser renovat amb el rei d'Ahanta. (Tractat entre Sa Altesa Sereníssima de Brandenburg a Àfrica al Cap dels Tres Punts i el rei local) Els altres dos caps, que tenia el primer contracte signat un any abans, havien mort recentment en una guerra tribal.
El contracte regia, entre altres coses, de quines obligacions s'havien de fer càrrec els africans. Això, per exemple, incloïa la protecció de la fortalesa brandenburguesa, el treball obligatori al servei del comandant de la fortalesa i de la guarnició, comerç només amb vaixells i comerciants brandenburguesos, així com l'aplicació del monopoli de liquidació de Brandenburg. Els brandenburguesos al seu torn es van comprometre a la protecció militar de la població local contra els atacs de les tribus veïnes. El comerç de pistoles, municions i productes de ferro simples i també de vidre de robí es va fer a canvi de l'ivori, or i esclaus.
Durant la construcció, la febre estava molt estesa entre els brandenburguesos i temporalment va tenir només cinc homes (sobre 40) operacionals. Groeben, el secretari, el sergent, quatre soldats i dos mariners estaven malalts i els dos enginyers de la fortalesa van morir i tots els altres estaven ocupats o massa febles o a infermeria, de manera que el treball de construcció aviat va arribar a un punt mort. Després de la seva recuperació, Groeben va tornar al juliol o agost de 1683 a Hamburg amb el Morian mentre que el Príncep Hereu de Brandenburg feia un primer carregament d'esclaus cap a l'illa de St. Thomas (Antilles). El Príncep Hereu de Brandenburg va aconseguir arribar al port d'Emden el novembre de 1683. El nou comandant i cap de la construcció de la fortalesa fou el capità del "Morian", Philip Pietersen Blonck.

## Establiment de sucursals (1683-1695)
Entre 1683 i 1685 el brandenburguesos van erigir més edificis i accessoris com magatzems i altres. No obstant això, la fortalesa més gran, Friedrichsburg, va seguir sent l'edifici més significatiu. Ja el 1684 es van establir 4 bastions força poderosos, que s'unien entre si per parets gruixudes, i estava equipat amb 32 canons de gran calibre. La imponent porta estava cobert per un campanar de més de 10 m d'alt. Al pati es van construir diversos edificis de dues plantes, que va servir a la guarnició (uns 90 europeus) com l'allotjament i els comerciants com un magatzem i presó d'esclaus.
Els veïns eren, d'una banda, els holandesos amb les factories d'Axim, Butry i Sekondi i en segon lloc els anglesos o la possessió britànica de Dixcove. La zona de Brandenburg es limitava a la part costanera immediata. Els intents de penetrar a l'interior, van fracassar. A més, les factories rivals van continuar l'assetjament, sobretot els holandesos, i les tribus hostils van tenir activitat. Les connexions en vaixell eren constantment amenaçades. Nombrosos vaixells van ser segrestats. Brandenburg va haver de confiar en la cooperació d'"agents" locals. El més important d'aquests intermediaris locals va ser per Brandenburg un tal Gen Conny, que cada vegada va agafar més control de la zona d'influència de Friedrich Petersburg i era prou potent el 1710 com, per exemple, controlar el nomenament del governador general de Lange.
No obstant això, el comerç de metalls preciosos, esclaus i altres productes es desenvolupava satisfactòriament. Després de un molt bon exercici el 1686, l'Elector Frederic Guillem podia prendre el control de la Companyia Africana. Per assegurar el comerç d'esclaus de les seves colònies africanes, calia que Brandenburg tingués una base en el Carib. Amb aquesta finalitat, tancat el president executiu de la flota, Benjamin Raule, el 24 de novembre de 1685 va signar un contracte d'arrendament amb representants de la Companyia de les Índies Occidentals Daneses de l'illa de Sant Tomàs que els danesos dominaven des de 1666.

## Disminució gradual i la caiguda de la colònia (1695-1717)
Fins al voltant de 1695 el curs amb èxit del negoci va continuar. Llavors va començar un declivi gradual. Les raons per a la disminució de la colònia eren degudes a mitjans financers i militars limitats. El gran elector, malgrat tots els esforços de la seva part, no podia atreure suficients seguidors per als seus plans colonials. Després de la seva mort el 1688, va seguir el seu fill l'Elector Frederic III que després fou el rei Frederic I de Prússia (1701-1713) que tampoc no va trobar a ningú que estigués disposat i fos capaç de duplicar la flota i el treball i el desenvolupament de les colònies. Així que els vaixells de l'Armada brandenburguesa romangueren sense feina al port i després es van deteriorar, mentre que els forts van decaure a l'Àfrica occidental. El 1711 el rei Frederic I va reconèixer la fallida financera de la colònia. Des del 1701 els establiments foren anomenats Costa d'Or Prussiana. Fort Dorothea va caure en mans dels holandesos el 1711 i la van conservar fins al 1712.

## Venda i final de la colònia de Brandenburg (1717-1724)
El successor de Frederic I (1688-1713) fou el seu fill Frederic Guillem I (1713-1740), que no hi va tenir relacions personals o tendències favorables a la Marina i a les colònies i es van enfocar més en l'expansió de l'exèrcit prussià, en el que es va gastar la majoria dels recursos financers de l'Estat. Llavors el rei va vendre les seves colònies africanes a la Companyia Holandesa de les Índies Occidentals en el tractats de 18 de desembre de 1717 (ratificat el 14 de gener de 1718), per 7200 ducats i 12 etíops. Així que després d'uns 35 anys es va acabar l'episodi de Brandenburg-Prússia com a potència colonial a Àfrica.
Tot just un any abans, el 1716, l'últim representant alemany a Friedrichsburg, el general Dubois, va assegurar la protecció de la fortalesa transmetent-la als poderosos comerciants locals i governants de facto de la zona costanera i va tornar a Prússia. Els africans es van adonar de la venda de la fortalesa als holandesos. Quan els holandesos van aparèixer amb una flota davant de la fortalesa, es van negar a rendir-se assenyalant que podrien portar a l'administració en nom del rei de Prússia. Posteriorment, els holandesos van atacar el fort, però van ser rebutjats de manera sagnant. Només el 1724 van tenir èxit en la venda. El cap local Gen Conny havia utilitzat el període del seu govern sobre la fortalesa per fer un comerç rendible amb vaixells de diferents nacions. En això probablement els motius de la seva "lleialtat a Prússia" eren una falsedat- La propaganda colonial alemany Imperial del segle xix i més tard els nazis per la seva banda van difondre la llegenda d'un "rei negre fidel a Prússia", que havia passat a la clandestinitat després de l'expulsió dels holandesos prenen la bandera de Brandenburg a la selva. Els holandesos van canviar de nom el fort i el conjunt a "Hollàndia", però poc després van abandonar la zona

## Les empremtes de la colònia després de 1724
A la fi del segle xix dos canons de la fortalesa es van recuperar i van retornar a Alemanya. Se'ls va donar a la ciutat d'Emden i es van depositar allà, davant de l'estació de policia a Ratsdelft. Després de la Segona Guerra Mundial estaven inicialment a l'Emden Bundeswehrkaserne; avui són - en nous vagons de fusta - a Falderndelft. Des de 1979 la zona de la "Brandenburger Gold Coast" pertany juntament amb altres fortaleses europees a l'àmbit de Patrimoni de la Humanitat de la UNESCO.

## Fortificacions
- Fortalesa Gross Friedrichsburg, a la muntanya a Manfro Pokesu, a l'oest del Cap de Tres Punts, començada el 1683
- Dorotheenschanze (Fort Dorothea) a Accada/Accoda (Akwida) a l'est de Cap de Tres Punts, construït el 1684
- Schanze Sophie Louise (Fort Louise) al Cap de Tres Punts a Takrama, construït en 1684
- Una petita casa de camp a Taccarary que es va començar el 1684, va ser abandonada molt ràpidament

## Governadors
- 1682 - 1683 Otto Friedrich von der Gröben 8)
- 1683 - 1684 Philip Pietersen Blonck
- 1684 Nathaniel Dillinger (Dillger)
- 1684 J. van Coulster
- 1684 - 1685 Karl Konstantin von Schnitter
- 1685 - 1686 Johan Brouw
- 1686 - 1691 Johann Niemann
- 1691 - 1696 Jan ten Hoof (Johann von Hoft)
- 1696 Jacob ten Hoof (Jacob von Hoft)
- 1696 - 1697 Gijsbrecht van Hoogveldt
- 1697 - 1698 Jan van Laar
- 1698 - 1699 Otto Swalme (Swalwe)
- 1699 - 1700 Jan de Visser (Vister)
- 1700 - 1704 Adriaan Grobbe
- 1704 - 1706 Johann Münz (Muntz)
- 1706 - 1709 Heinrich Lamy (Lamey)
- 1709 - 1710 Harmen Stockhoff (Stockhof)
- 1711 - 1712 Frans de Lange
- 1712 - 1716 Nicholas Dubois (du Bois)
- 1716 - 1717 Anton Günter van der Menden
- 1717 - 1724 Johannes Conrad (Jean Cunny, Jan Konny, Gen Cunny)